# Tridens strictus
Tridens strictus là một loài thực vật có hoa trong họ Hòa thảo. Loài này được (Nutt.) Nash miêu tả khoa học đầu tiên năm 1903.